# Tunwinni-Kreuz

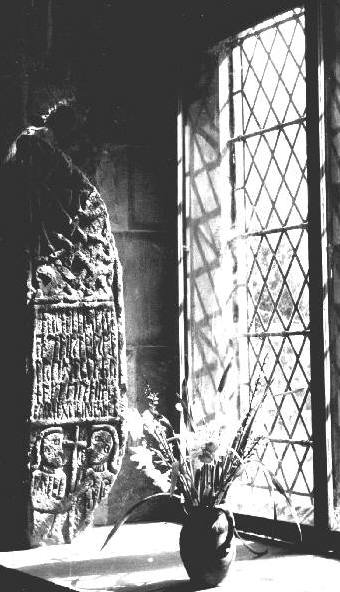
Der Tunwinni-Kreuzstein in St Mary and Michael’s Church in Great Urswick

Das Tunwinni-Kreuz (englisch Great Urswick Cross) ist eine Kreuzplatte mit einer Runeninschrift in der St Mary and Michael’s Church, in Great Urswick, bei Ulverston, auf der Furness-Halbinsel in Cumbria in England.
Der als Sturz über einem Fenster benutzte Stein wurde 1911 bei Renovierungen gefunden und vom Historiker William Gershom Collingwood (1854–1932) untersucht. Er hielt ihn für das Fragment eines northumbrischen Kreuzes, das frühestens auf 850 n. Chr. zu datieren sei. Der Archäologe Steve Dickinson glaubt, dass der Runenstein einen Schlüssel zur Geschichte der Ursprünge des Christentums in Großbritannien enthält. 
Die Mönche der Furness Abbey beanspruchten vor 1148 das Patronat der Kirche in Urswick. Der Überlieferung nach wurde die Kirche 200 bis 300 Jahre zuvor gegründet. Die Annahme basiert auf der Entdeckung eines Wikinger-Kreuzes im Jahr 1909 und des Tunwinni-Kreuzes. Es wird vermutet, dass an der Stelle des jetzigen Kirchenschiffs eine frühere Kirche stand. An der Nord- und Südwand sind Bogenlöcher zu sehen, die wahrscheinlich leichte Hölzer für ein Schilfdach trugen. Der untere Teil des Turms ist wahrscheinlich vornormannisch, der obere Teil stammt aus der Tudor-Zeit. An den Westwänden des Turms befinden sich drei Nischen, von denen eine eine Mater Dolorosa enthält, die aus der Furness Abbey stammen soll.
Das Tunwinni-Kreuz ist beidseitig skulptiert und mit einer Runeninschrift versehen. Der sechszeilige Text passt nicht auf die vorgesehene Tafel. Er durchschneidet unten ihren Rahmen und verläuft zwischen den und über die darunter angebrachten Figuren – ein Merkmal, das zur frühen, irischen Steinskulptur passt. Eine Analyse der Runeninschrift hat ergeben, dass alle enthaltenen Namen überschnitten wurden. Das Ziel bestand darin, frühere Namen, die die Inschrift mit den Figuren verknüpft hat, zu verschleiern.
Dies ermöglicht es anzunehmen, dass es sich bei den Abgebildeten um zwei frühchristliche Kleriker handelt – einen Luigne, aus dem 7. Jahrhundert, aus dem Kloster Iona in Westschottland, der andere (ursprünglich aus Tarsus), Theodore, der 7. Erzbischof von Canterbury (der 690 n. Chr. starb). Tunwinni wird in der obersten Zeile der Inschrift genannt. Sein Name ist ebenfalls über einen anderen Namen geschrieben, der vermutlich den größten Anteil bei der Erschaffung dieses Denkmals hatte. Das Tunwinni-Kreuz enthüllt wie kein anderes Denkmal die „Verborgenheiten“ von Urswick. Ohne das Überleben des Denkmals blieben kritische Elemente der – Glaube, Macht und Kontrolle betreffend – der unterschiedlichen letzten 1300 Jahre, in völliger Dunkelheit.